# Bajoran
De Bajorans zijn een fictief ras van buitenaardse, intelligente wezens die voorkomen in het Star Trek-universum.

## Geschiedenis
De Bajorans bewonen de planeet Bajor in het Alfa Kwadrant. Het meest opvallende uiterlijke kenmerk van de Bajorans is een gerimpelde neus. Zij zijn een zeer spiritueel volk en aanbidden de Profeten in de Hemelse Tempel, een wormgat nabij hun planeet. Zij begonnen de ruimte te verkennen lang voordat de mensheid dat deed en bereikten uiteindelijk ook Cardassia Prime. Later werd Bajor bezet door de Cardassianen, waarbij het Bajoraanse volk bruut werd onderdrukt.
Nadat de Cardassiaanse bezetting beëindigd was knoopten de Bajorans nauwe betrekkingen aan met de Federatie. De ontdekking van het wormgat bij hun planeet, die naar het Gamma Kwadrant leidde, maakte de locatie van Bajor van strategisch belang, vooral nadat de Dominion een machtige vijand van de Federatie en Bajor werd.

## Star Trek
De Bajorans werden voor het eerst geïntroduceerd in de serie Star Trek: The Next Generation, waar Ro Laren bemanningslid op de USS Enterprise NCC-1701D werd. De Bajorans werden een van de voornaamste rassen in de spin-offserie Star Trek: Deep Space Nine. De eerste officier in die serie, majoor Kira Nerys (gespeeld door Nana Visitor), was een Bajoraanse die nauwe banden met Kapitein Benjamin Sisko onderhield. De Bajorans noemen zich en stellen zich voor door eerst hun familienaam en daarna hun roepnaam te noemen. Dus bij Kira Nerys is Nerys haar roepnaam en Kira haar familienaam.